# Літак дю Тампля
Літак дю Тампля — літак, спроєктований і побудований французьким морським офіцером Феліксом дю Тамплем в останній третині XIX століття, в Бресті (департамент Фіністер), перший у світі літак, побудований в натуральну величину. На думку ряду істориків авіації, в 1874 році літак дю Тампля, після розгону під ухил, короткочасно відокремився від землі під час випробувань і, таким чином, є першим у світі літаком, що відокремився від землі з людиною на борту. Цей відрив, однак, не є, на думку тих самих авторів, усталеним польотом. Деякі російські дослідники піддають сумніву факт відриву літака дю Тампля від землі.

## Історія проєктування і будівництва

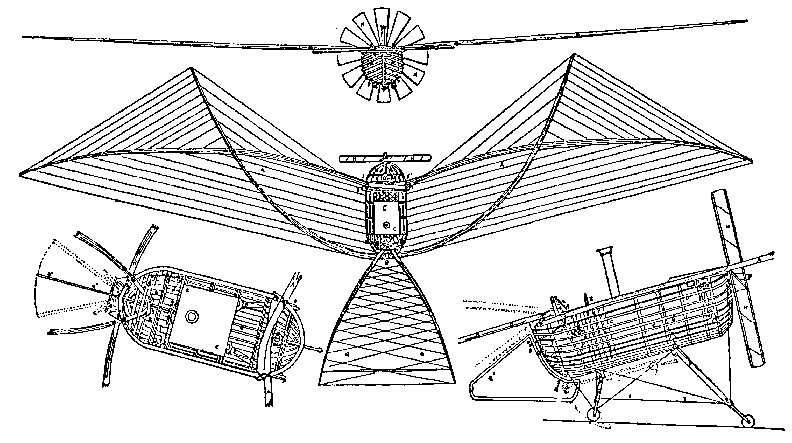
Креслення з патенту дю Тампля 1857 року

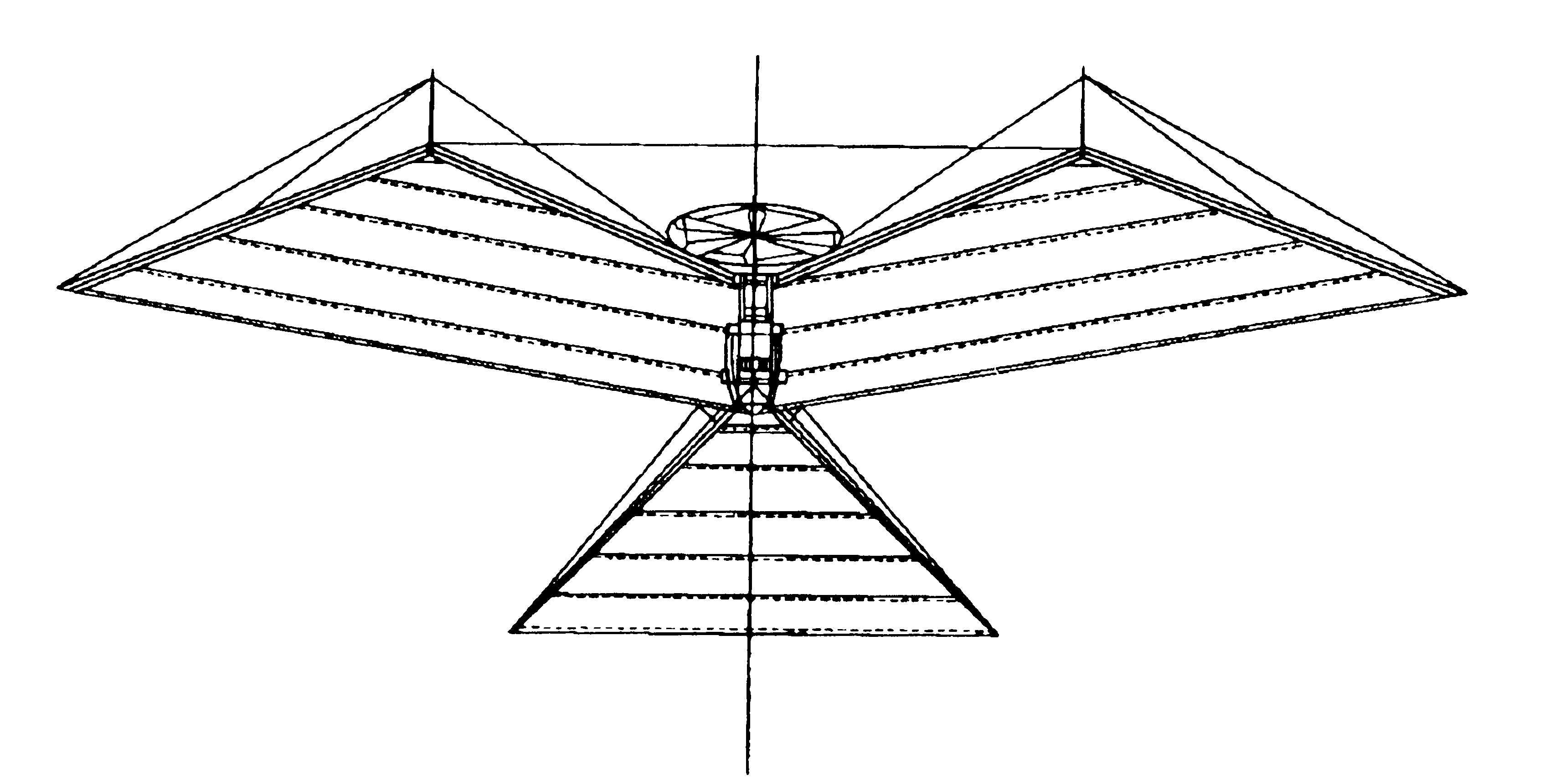
Схема літака дю Тампля, опублікована в журналі Cosmos les mondes. 1885 рік

Фелікс дю Тампль ще 1857 року розробив і запатентував проєкт літального апарата, який являв собою літак-моноплан (патент Франції № 32031 від 1857 року). Згідно з патентом, апарат мав приводитися в рух одним тяговим повітряним гвинтом, і мати вільнонесне крило, якому надано деякої зворотної стріловидності. Передбачалася прибирання в польоті шасі, причому останнє повинно було мати амортизатори, розміщені всередині стійок.
Далі винахідник приступив до дослідів з моделлю, оснащеною пружинним двигуном. Моделі вдалося здійснити політ, включно зі зльотом і посадкою з використанням власного шасі, і деякі історики авіації вважають цю модель першою моделлю літака, яка піднялася в повітря.
У другій половині 1860-х років дю Тампль почав своїм коштом споруджувати повномасштабний літак. У боротьбі за зниження ваги йому довелося переглянути низку рішень, закладених у первісному проєкті: крило підкріпити розчалками, а шасі зробити неприховуваним. Проте, реальна вага машини вдвічі перевищила розрахункову.
Відомо, що літак дю Тампля проходив наземні випробування. Зокрема, за допомогою динамометра виміряно тягу гвинта (див. Силова установка). Багато істориків авіації дотримуються думки, що в 1874 році на літаку дю Тампля зроблено спробу польоту, під час якої апарат, з пілотом на борту, короткочасно відірвався від землі (подолавши в повітрі відстань кілька метрів). За поширеною версією, відрив стався під час розгону літака під ухил, і таким чином, сила тяжіння сприяла досягненню необхідної швидкості. Сталого польоту при цьому не було. Ця подія вважається першим відривом від землі пілотованого літака із діючою силовою установкою. Деякі вчені, проте, піддають сумніву сам факт спроби зльоту на літаку дю Тампля (як і подібні повідомлення про відрив від землі літака Можайського). Так, Д. А. Соболєв указує на публікацію 1885 року, схвалену, на його думку, самим винахідником, в якій говориться, що він не зважився приступити до льотних випробувань, оскільки за 10 років доведення багато деталей апарата втратили міцність внаслідок корозії та механічних пошкоджень.

## Конструкція
Основними силовими елементами крила літака були алюмінієві труби, що йшли уздовж його передньої кромки і підтримувані розчалками, що йшли до укріпленої на фюзеляжі щогли і стійок шасі. Дві труби з'єднувалися шарнірним вузлом у місці зламу передньої кромки, що дозволяло складати крило на стоянці. Між цими трубами й між зовнішньою трубою і фюзеляжем натягнули шнури, до яких знизу кріпилася обшивка з прогумованого шовку.
Фюзеляж у вигляді човна мав каркас із сталевих труб діаметром 30 мм. В задній частині фюзеляжу розміщувався льотчик, перед ним — двигун.
Літак мав хвостове оперення, що складалося з горизонтального і вертикального рулів з каркасом з алюмінієвих труб і матер'яною обшивкою. Горизонтальний руль був виконаний у формі віяла і міг не тільки відхилятися у вертикальній площині, але й змінювати кут розкриття (тобто, фактично, кут стріловидності і площу). Відхиляти горизонтальний руль льотчик мав лівою рукою за допомогою важеля, вертикальний — за допомогою педалей.
Шасі літака складалося з трьох опор: двох спереду і однієї ззаду. Колеса мали порівняно малий діаметр, що, на думку Д. А. Соболєва, говорить про те, що для зльоту і посадки потрібна була смуга з якимось покриттям (не ґрунтова). Всередині стійок містились пружинні амортизатори.

## Силова установка
У передній частині фюзеляжу апарата містився двигун, що обертав тяговий багатолопатевий повітряний гвинт (різні джерела наводять кількість лопатей від 6 до 12). При цьому двигун разом з гвинтом міг повертатися в польоті у вертикальній площині за допомогою черв'ячного механізму, забезпечуючи, таким чином, керування вектором тяги. Для цього льотчик мав повертати правою рукою невелике штурвальне колесо. Дані історичних джерел щодо виду робочого тіла двигуна літака відрізняються. Згідно з одним, це був калоричний двигун, тобто робочим тілом у ньому служило нагріте повітря. За іншими даними, дю Тампль використовував на своєму літаку парову машину, що живилася парою від винайденого ним парового котла водотрубного типу. Цей котел, що згодом отримав практичне застосування в морській справі і відомий як котел дю Тампля (іноді, котел Тампля), являв собою набір тонких трубок (внутрішній діаметр — близько 3 мм), у яких вода циркулювала з великою швидкістю. Завдяки великій площі контакту вода, що нагрівається полум'ям, яке оточувало трубки, миттєво перетворювалася на пару. За Д. А. Соболєвим, двигун мав два хитних циліндри, штоки яких безпосередньо з'єднувалися з валом гвинта. Як конденсатор використовувалися порожнисті сталеві трубки каркаса фюзеляжу. В одній з робіт стверджується, що дю Тампль у ході доведення свого літака послідовно встановлював на ньому обидва зазначених вище типи силової установки (розглядався також і двигун внутрішнього згоряння системи Ленуара). М. Келлі вважає, що в ході доведення, можливо, змінювалося лише джерело робочого тіла, тобто дю Тампль модифікував двигун, використовуючи одні і ті ж циліндри. Маса двигуна становила, за одними даними 59 кг, а за іншими — близько 70—75 кг (160 фунтів).

## Технічні характеристики
У літературі наведено лише окремі характеристики літака дю Тампля, при цьому дані різних джерел дуже відрізняються:
- Розмах крила — 12,2 м[5] / ~30 м[8]
- Розрахункова злітна маса — 260 кг[16] / ~1000 кг[12]
- Потужність двигуна — 3—4 к. с.[16] / ~6 к. с.[12]